# Oswaldo López Aréllano
Oswaldo López Arellano (30. června 1921 – 16. května 2010 Tegucigalpa) byl prezident Hondurasu. V této funkci působil dvakrát, poté až do smrti působil jako podnikatel.

## Vzestup k moci
Jako osmnáctiletý vstoupil do armády a později se stal pilotem vojenského letectva. V roce 1957 byl členem vojenské junty, která se uchopila moci v zemi. Poprvé se stal prezidentem po vojenském puči, který se uskutečnil 10 dní před plánovaným termínem voleb. Následné volby se konaly až o osm let později. Podruhé se k moci dostal opět pouze po vojenském převratu.
V roce 1975 obvinili vyšetřovatelé v USA firmu United Brands Company z uplácení Lópeze, který měl dostat 1,25 milionu dolarů a později stejnou částku za následné snížení vývozního cla na banány. Lópeze sesadil jeho generál Juan Alberto Melgar. Tento skandál je v Hondurasu známý jako „Bananagate“.